# Malaconothrus monodactylus
Malaconothrus monodactylus is een mijtensoort uit de familie van de Malaconothridae. De wetenschappelijke naam van de soort is voor het eerst geldig gepubliceerd in 1888 door Michael.